# 前橋市立中川小学校
前橋市立中川小学校（まえばししりつ なかがわしょうがっこう）は、群馬県前橋市にある公立小学校。また、校名は中川小学校であるが、所在地は旧中川町ではなく旧片貝町である。

## 概要
前橋市の中心部に位置しており、1874年に開校と歴史が長い。
前橋市指定重要文化財「カロウト山古墳石棺」を所蔵する。カロウト山古墳は文京町二丁目14番地内に所在した長さ39メートル、高さ23メートルほどの帆立貝式の前方後円墳だったが、既に消失している。

## 所在地
前橋市三河町2丁目1番3号

## 沿革
- 明治7年8月15日 - 中川小学校として設立
- 明治17年11月 - 東群馬第一小学校第二分校となる
- 明治19年4月 - 中川尋常小学校となる
- 明治41年4月 - 中川尋常高等小学校となる
- 大正2年4月1日 - 中川尋常小学校となる
- 昭和16年4月1日 - 中川国民学校となる
- 昭和20年8月5日夜 - 前橋空襲により焼失
- 昭和22年4月1日 - 学制改革により前橋市立中川小学校となる

## 学区
設立当初の学区は諏訪町、大塚町、中川町、片貝町、萱町、立川町、芳町、百軒町、新町、小柳町、清王寺、一毛、天川、天川原の10町4大字であったが、その後の学区再編や住居表示による町名変更により、現在の学区は下記の8町となっている。
- 城東町四丁目の一部[1]
- 本町三丁目
- 三河町一丁目
- 三河町二丁目
- 朝日町一丁目
- 朝日町二丁目
- 朝日町三丁目
- 朝日町四丁目

## 特色ある教育活動

### 言語活動の充実
- 「聞くこと」「話すこと」を中心とした言語活動の充実に努め、自分の思いや考えを表現できる児童の育成に努める。[2]

### 食育の推進
- 家庭での児童による料理作りの奨励や親子料理教室の開催、食育だよりの発行等を通して、食育を推進する。

### 豊かな心の育成
- 「ふれあい活動」や「ふれあい清掃」、ＰＴＡと連携した「親子ふれあい活動」等を推進し、豊かな心の育成に努める。

## 学校周辺
- 前橋駅
- 中央前橋駅
- 前橋市立第二保育所
- 前橋市保健所
- 前橋市保健センター
- 前橋市第二コミュニティセンター
- 前橋市消防局